# Menacanthus camelinus
Menacanthus camelinus är en insektsart som först beskrevs av Nitzsch in Giebel 1874.  Menacanthus camelinus ingår i släktet kamlöss, och familjen spolätare. Arten är reproducerande i Sverige.